# Чикомосток

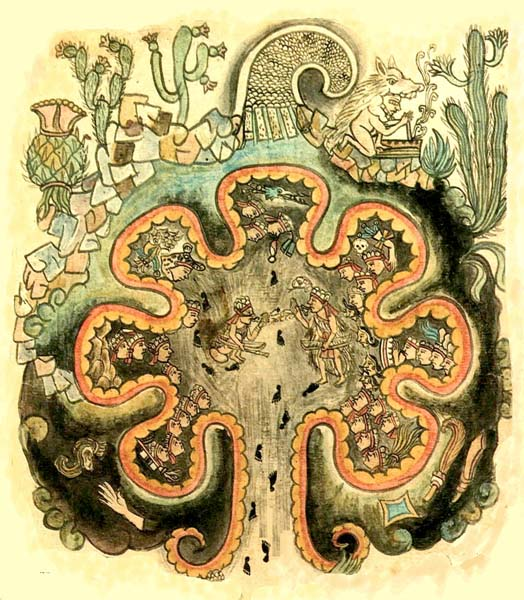
Семь пещер Чикомосток. Изображение из «Истории тольтеков-чичимеков» 1544 года

Чикомосток («семь пещер») — в мифологии ацтеков легендарная прародина племён науа, находящаяся к северо-западу от долины Мехико (Северная Америка).
Ученые неоднократно пытались найти конкретный район, где расположены эти пещеры, но их поиски не увенчались успехом. Скорее всего, память о «семи пещерах» осталась в памяти индейцев с того периода, когда первые колонисты пришли в Америку из Сибири. Вероятно, люди сначала жили в пещерах, откуда постепенно расселились по обоим материкам. Чикомосток — собирательный образ этих самых пещер. Ацтеки изображали «семь пещер» в виде древа, ствол которого представляет собой выход из Чикомостока, а ветви — сами пещеры, в каждой из которых находятся богато одетые воины с украшениями из перьев на их головах и с оружием в руках.
Юрий Кнорозов предлагал собственный вариант локализации Чикомостока — Меса-Верде, национальный парк в Колорадо.